# Делла Порта, Джакомо
Джа́комо Де́лла По́рта (итал. Giacomo della Porta; 1532, Порлецца — 1602, Рим) — итальянский архитектор и скульптор, один из наиболее значительных представителей маньеризма. Жил и работал преимущественно в Риме.
Ключевые постройки: возведение спроектированного Микеланджело купола собора святого Петра в Риме, фасад церкви Иль Джезу, церковь Санта-Мария-дей-Монти, вилла Альдобрандини во Фраскати и др.

## Биография и творчество
О жизни Джакомо Делла Порта известно немногое. Разногласия существуют даже относительно даты и места его рождения. Отчасти это связано с путаницей, возникшей ещё среди современников автора, из-за существования другого архитектора Джован Джакомо Делла Порта, происходившего из Милана и упомянутого в жизнеописаниях Вазари.
Известно, что Джакомо Делла Порта родился на севере Италии в городке Порлецца, учился у Микеланджело и Виньолы, строил преимущественно в Риме.
После смерти Микеланжело (1564), работая совместно с Виньолой на строительстве собора св. Петра в Риме завершил возведение главного купола, внеся некоторые изменения в проект Микеланджело. Джакомо Делла Порта изменил конструкцию и форму купола, сделав её не полусферической, согласно замыслу Микеланджело, а параболической, придав ей более барочные черты.
В 1575 году Джакомо Делла Порта завершил по проекту Виньолы церковь Иль-Джезу и создал её фасад, послуживший образцом для многих барочных церквей по всему миру. До 1590-х гг. участвовал в начатом Микеланджело строительстве ансамбля площади Капитолия, включая возведение нового Дворца консерваторов.
Самостоятельно мастер построил многие светские и церковные постройки, несколько римских фонтанов, здание университета Сапиенца в Риме, а также виллу Альдобрандини во Фраскати и капеллу в римской базилике Санта-Мария-сопра-Минерва, работу над которыми прервала его смерть в 1602 году.

## Стиль
Продолжая развитие принципов итальянского зодчества эпохи Возрождения, Джакомо Делла Порта стремился к напряженным пространственным решениям и динамичности архитектурных форм в духе раннего барокко. Вдохновение и образцы для энергичных и выразительных архитектурных решений мастер черпал в творчестве своих учителей, направивших ренессансную архитектуру в новое русло, а также в формах античных построек эпохи эллинизма и поздней Римской империи.
Художественный язык Джакомо Делла Порта разнообразен. Мастер комбинирует приемы характерные для Позднего Ренессанса, добавляя к ним новые композиционные решения и авторские находки. В церкви Иль Джезу он удваивает пилястры, стремится подчеркнуть вертикальные членения здания, сокращает скульптурные детали, задуманные Виньолой. Характерно многообразие декоративных элементов — волют, пилястр, полуколонн. Палаццо Палуцци он наделяет более ренессансными пропорциями. Вилла Альдобрандини, несмотря на сдержанный и несколько графичный фасад, в решении многих своих частей являет черты развитого стиля барокко.

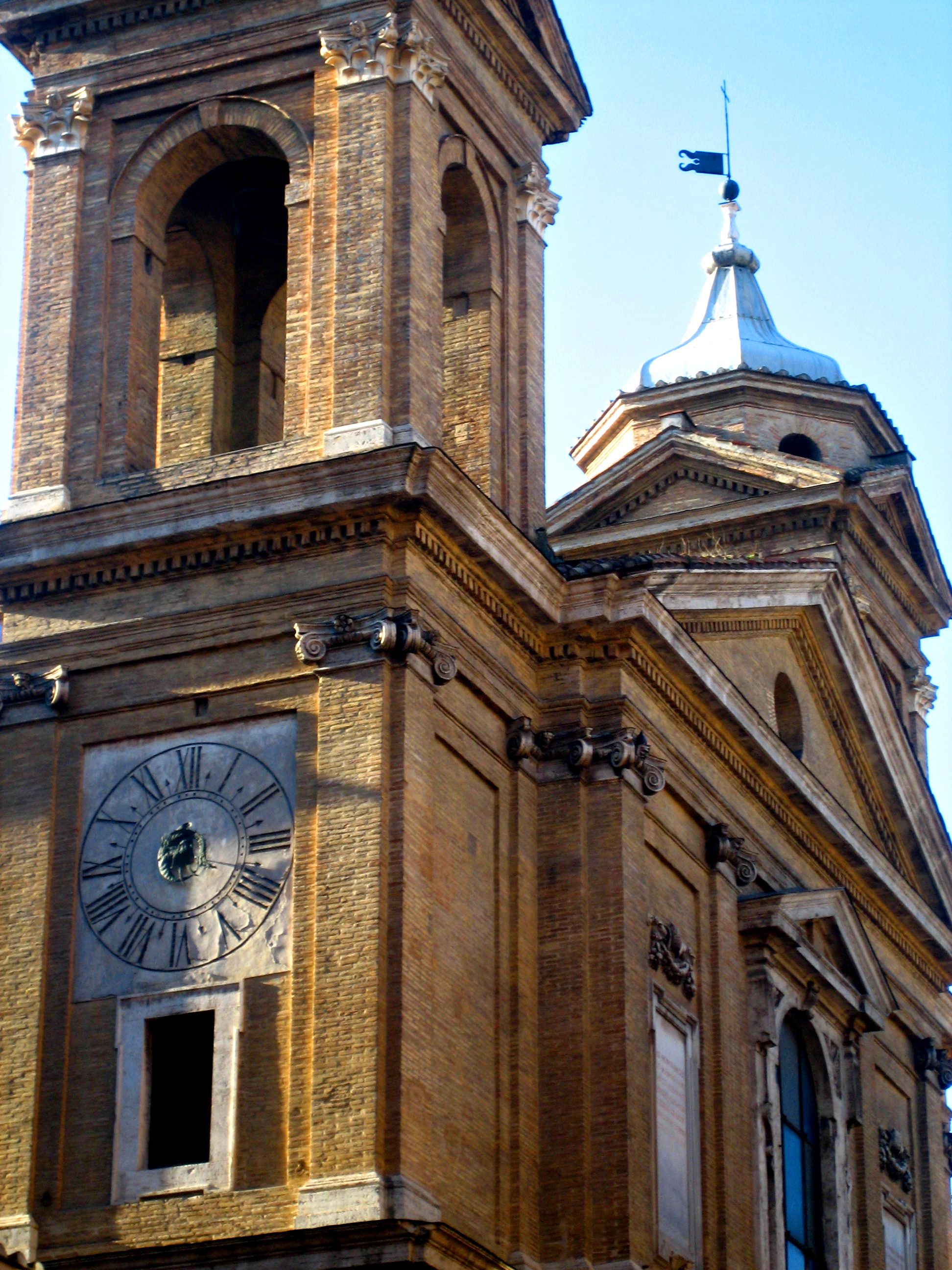
Церковь Сант-Анастазио-дей-Гречи на Виа-дель-Бабуино в Риме. Деталь. 1577
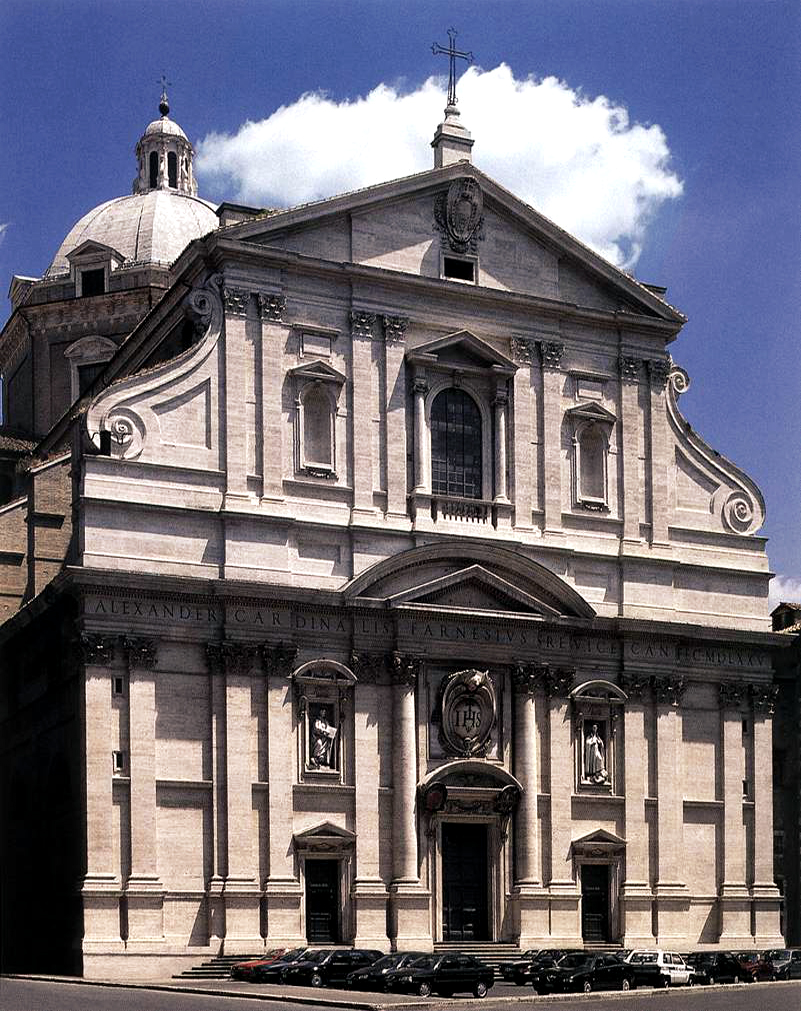
Церковь Иль Джезу в Риме. Фасад. 1573—1580
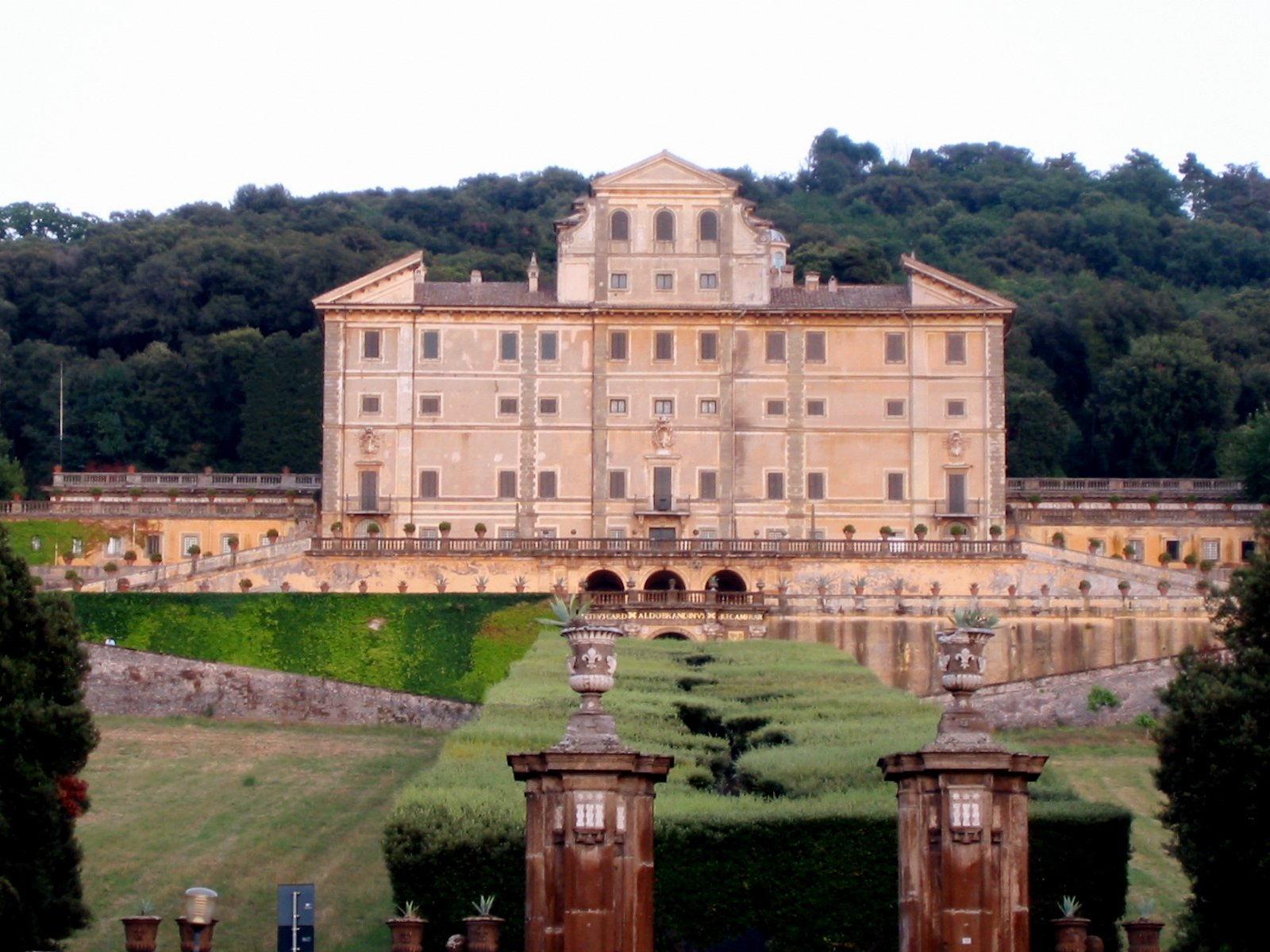
Вилла Альдобрандини во Фраскати. 1598-1603
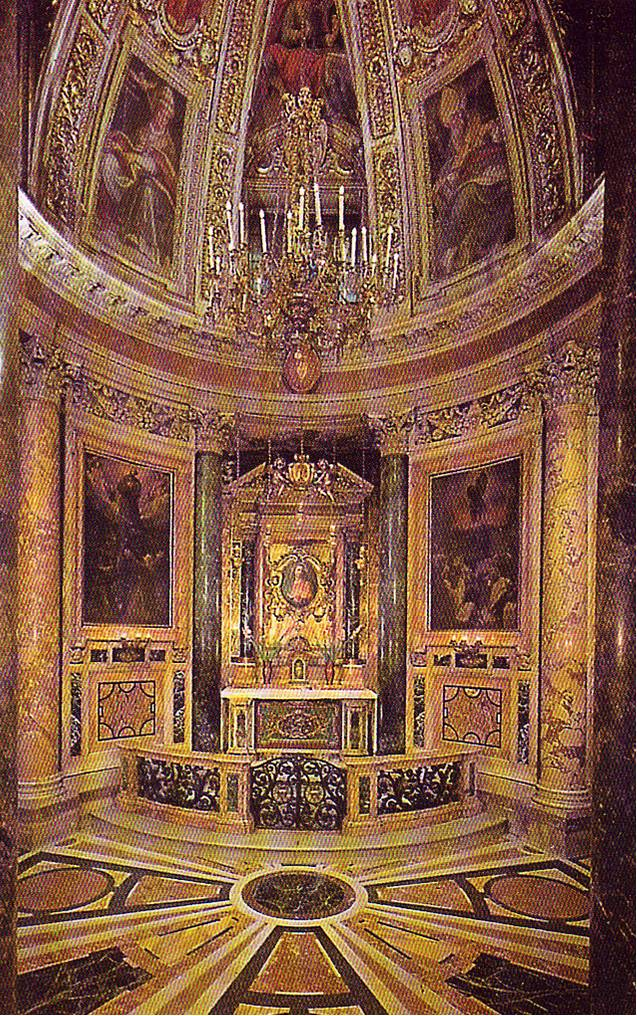
Церковь Иль Джезу. Капелла Святого Сердца. 1599
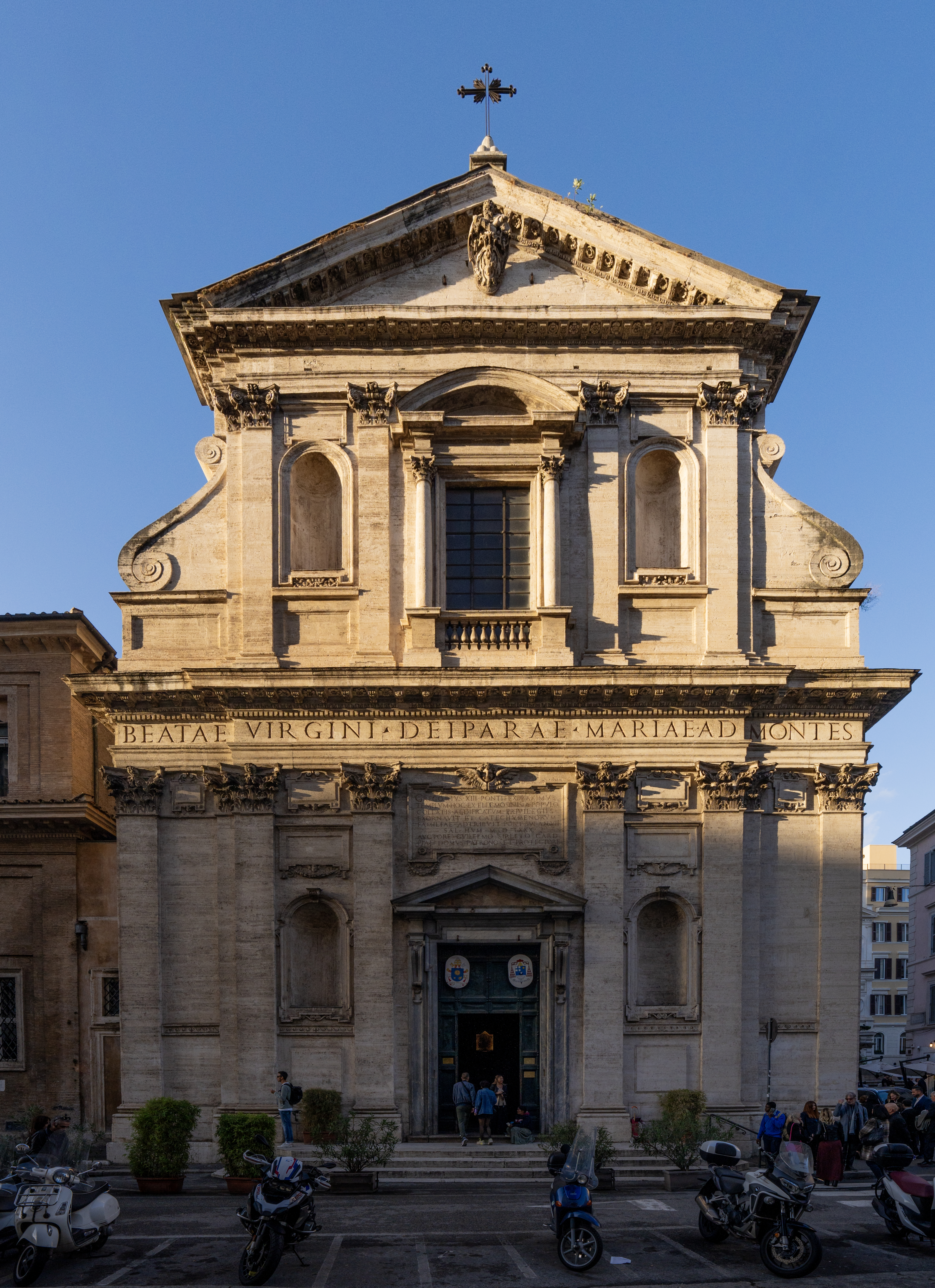
Церковь Санта-Мария-дей-Монти в Риме. 1580

- Ораторий святого Распятия (1562—1568) (Oratorio del SS. Crocifisso)
- Церковь Иль-Джезу в Риме, закончил проект дж. Виньолы (1571—1575) (Chiesa del Gesù)
- Фонтаны у палаццо Боргезе в Риме (1573) (Fontane di Palazzo Borghese)
- Фонтаны на пьяцца Колонна в Риме (1574) (Fontane in Piazza Colonna)
- Маленькие фонтаны на площади Навона в Риме (1574) (Piccole fontane a Piazza Navona)
- Фонтан c гротесковыми масками у Пантеона на Пьяцца-делла-Ротонда (1575) (Fontana di piazza della Rotonda)
- Дворец Сенаторов (Палаццо Сенаторио) в Риме (1573—1602) (Palazzo Senatorio al Campidoglio)
- Палаццо делла Сапиенца (1578—1602) (Palazzo della Sapienza)
- Палаццо Капидзукки (1580) (Palazzo Capizucchi)
- Палаццо Крешенци-алла-Ротонда в Риме (1580) (Palazzo Crescenzi alla Rotonda)
- Церковь Санта-Мария-дей-Монти в Риме (1580) (Santa Maria dei Monti)
- Церковь Сант-Атаназио (св. Афанасия Великого) в Риме (1581) (Sant’Atanasio dei Greci)
- Фасад церкви Сан-Луиджи-дей-Франчези (1589) (Chiesa di San Luigi dei Francesi)
- Фонтан черепах в Риме (проект) (1584) (Fontana delle Tartarughe)
- Церковь Санта-Мариа-Скала-Коэли (1582—1584)
- Палаццо Марескотти (1585) (Palazzo Marescotti)
- Палаццо Серлупи (1585) (Palazzo Serlupi)
- Церковь Тринита-дей-Монти (Св. Троицы) (1586) (Trinità dei Monti)
- Фонтан на Пьяцца-алли-Монти (1589) (Fontana di Piazza alli Monti)
- Купол базилики св. Петра в Риме, переработка проекта Микеланджело (1588-90) (Basilica di San Pietro)
- Фонтаны на Пьяцца-ди-Санта-Мария-ин-Кампителли (1589) (Fontane nella Piazza di Santa Maria in Campitelli)
- Фонтаны напротив церкви Санти-Венанцио-э-Ансовино (1589) (Fontane opposte Santi Venanzio e Ansovino)
- Фонтан Террина на площади Кампо-дей-Фьори в Риме (1590) (Fontana della Terrina)
- Палаццо Фани в Риме (1598) (Palazzo Fani)
- Церковь Сан-Паоло-алле-Тре-Фонтане (1599) (Chiesa di San Paolo alle Tre Fontane)
- Церковь Сан-Никола-ин-Карчере в Риме, с включением колоннад и фундаментов древнеримских храмов (1599) (Basilica di San Nicola in Carcere)
- Палаццо Альбертони-Спинола в Риме (1600) (Palazzo Albertoni Spinola)
- Вилла Альдобрандини во Фраскати (1600-02) (Villa Aldobrandini)
- Капелла Альдобрандини в базилике Санта-Мария-сопра-Минерва в Риме (1600-02) (Cappella Aldobrandini)